# Perenethis
Perenethis is een geslacht van spinnen uit de  familie van de kraamwebspinnen (Pisauridae).

## Soorten
- Perenethis dentifasciata (O. P.-Cambridge, 1885)
- Perenethis fascigera (Bösenberg & Strand, 1906)
- Perenethis kawangisa Barrion & Litsinger, 1995
- Perenethis simoni (Lessert, 1916)
- Perenethis sindica (Simon, 1897)
- Perenethis symmetrica (Lawrence, 1927)
- Perenethis venusta L. Koch, 1878